# Глобальна депозитарна розписка
Глоба́льна депозита́рна розпи́ска (англ. Global depositary receipt), ГДР (GDR) — банківський сертифікат на акції закордонної компанії, що тримаються підрозділом міжнародного банку в її країні. Торгівля розписками проходить як внутрішньо так і пропонується глобально різними закордонними гілками банку.
Разом із схожим фінансовим інструментом АДР, глобальні депозитарні розписки широко використовуються при інвестуванні у ринки, що розвиваються чи виникають, наприклад — України та Росії. Декілька міжнародних банків випускають ГДР, такі як JPMorgan Chase, Citigroup, Deutsche Bank та The Bank of New York Mellon. ГДР часто котируються на Франкфуртській фондовій біржі, Люксембурзькій фондовій біржі та Лондонській фондовій біржі, де вони торгуються в Міжнародній книзі заявок (International Order Book, IOB).

## ГДР українських підприємств
На німецьких фондових ринках, наприклад, проходить торгівля ГДР наступних українських компаній станом на 28 квітня 2010:
- АвтоКрАЗ
- Запоріжсталь
- Полтавський ГЗК
- Стаханівський завод феросплавів
- Харцизький трубний завод
- Дніпроазот
- Дніпрококс
- Дніпрошина
- Донецький металлургічний завод
- Нікопольский завод ферросплавів
- Одескабель
- Суха балка
- Укртелеком
- Центрэнерго
- ЧВАТ Азот
- Миронівський хлібопродукт (МХП)